# Line Papin
Pour les articles homonymes, voir Papin.
Line Papin est une romancière franco-vietnamienne, née à Hanoï le 30 décembre 1995.

## Biographie

### Jeunesse et formation
Line Papin, dont le nom vietnamien est Xuân Linh, est franco-vietnamienne et naît à Hanoï le 30 décembre 1995. Fille de l'historien Philippe Papin et d'une mère vietnamienne, traductrice, elle grandit au Viêt Nam, entre le milieu des ambassades et celui plus populaire de sa famille maternelle.
À l'âge de 10 ans, elle déménage en France et change cinq fois d’écoles. Atteinte par ce déracinement, elle combat une anorexie pendant un an à l’hôpital. Guérie, elle s’en remet à la littérature.
Après un baccalauréat général obtenu avec mention très bien en 2013, puis une hypokhâgne et une khâgne en classe préparatoire littéraire au lycée Fénelon, elle poursuit ses études en histoire de l'art et du cinéma à la Sorbonne.

### Littérature
À 16 ans, Line Papin montre pour la première fois un manuscrit à des professionnels, les éditions Christian Bourgois. Bien conseillée, elle repart travailler puis, à 20 ans, présente un texte plus abouti aux éditions Stock.
À la rentrée littéraire d’août 2016, elle publie son premier roman, L’Eveil. Il reçoit le Prix de la Vocation, le Prix des Lauriers Verts et le Prix Transfuge du Premier roman.
En 2018 paraît son second roman, Toni.
À 23 ans, Line Papin publie Les Os des filles, roman à caractère autobiographique sur la mémoire invisible, transmise à travers trois générations de femmes, les guerres du Vietnam, l’exil et la maladie. Salué par la presse et les libraires, le livre est sélectionné au Prix des lecteurs du Livre de poche, au prix La Coupole et au Prix des Lycéens d’île de France. Il reçoit le Prix littéraire francophone des lycéens du Maroc.
En 2021 paraît Le cœur en laisse.
À 26 ans, avec Une vie possible, Line Papin aborde le sujet des interruptions de grossesses, volontaires et involontaires, ainsi que la filiation maternelle et la filiation au féminisme.
En 2023, elle publie Après l'amour, un livre de fragments sur l'amour et la rupture , illustré par la peintre Inès Longevial et mis en musique par le chanteur Benjamin Siksou.
Une vague, roman sur la disparition et la réinvention de soi, paraît en 2025.
Ses livres sont traduits en plusieurs langues,.

### Influences
Line Papin cite plusieurs auteurs qui ont marqué son travail, notamment Stendhal et son œuvre De l’amour, composée de fragments. Pour elle, cette forme reflète l’état après une rupture, où le cœur et la vie sont morcelés :

« Après une rupture, on est fragmenté. Le cœur est fragmenté… C’est aussi la fragmentation de l’espace, des affaires, et de l’avenir, qu’il faut alors reconstruire autrement. »

Elle s’inspire aussi des poèmes élégiaques, comme ceux de Ronsard, où l’on s’adresse directement à l’être aimé. L’artiste Inès Longevial a accompagné son travail de dessins réalisés à l’huile, ce qui prolonge l’idée d’une matière « sculptée » par l’expérience personnelle.
À l'occasion de l’écriture de Une vie possible, Line Papin a lu des textes liés à la question de l’interruption volontaire de grossesse. Elle cite notamment les essais de Gisèle Halimi, Simone de Beauvoir, Simone Veil, ou encore le récit L’Événement d’Annie Ernaux :

« Malgré le contexte d’une époque où l’avortement était interdit, j’y ai reconnu cette solitude, cette urgence, cette oppression. »

Enfin, elle mentionne Imre Kertész, prix Nobel de littérature, dont le livre Kaddish pour l’enfant qui ne naîtra pas évoque avec une grande force la question de la vie après la perte :

« Kertész s’interroge sur le fait de ne plus pouvoir donner naissance après avoir “vécu la mort”. C’est un texte puissant et profondément émouvant. »

Elle cite plusieurs lectures marquantes qui ont nourri son rapport à l’écriture, comme J’ai un visage pour être aimé de Paul Éluard, qu’elle relit régulièrement, ou les Lettres à Milena de Franz Kafka, qu’elle découvre à quinze ans. Elle évoque également Un barrage contre le Pacifique de Marguerite Duras, pour l’atmosphère du Viêt Nam qui fait écho à son enfance. Parmi ses références dramaturgiques, elle mentionne Tennessee Williams et Arthur Miller, dont elle admire la construction dramatique et la densité des personnages.

### Membre du jury
Elle est membre du jury du prix littéraire de la Passion , présidé en 2025 par Laure Adler, aux côtés de Eric Ruf, Camille de Peretti, Emma Becker.
Elle est également membre du jury du prix littéraire Hervé Bazin, présidé par Macha Méril et Pierre Bonte, aux côtés de Louise Monot, Christine Gozlan, Gérard Krawczyk.

### Engagements
En 2021, Line Papin est l'ambassadrice de la première journée mondiale des TCA, visant à  soigner les troubles des conduites alimentaires aux côtés de professionnels de santé.
La même année, elle publie un texte dans le recueil Mon Cartable quelle histoire ! pour l'association Mon Cartable Connecté, qui permet aux enfants hospitalisés de suivre les cours à distance.
En 2022, Line Papin signe la tribune « Fausse couche, vrai vécu » dans Le Monde, auprès d’un collectif de femmes engagées pour rompre ce tabou et demander une prise en charge plus adaptée.

## Vie privée
Line Papin a été en couple avec le chanteur Marc Lavoine, qu’elle a rencontré en 2016 lors d'une émission sur France Inter. Le couple s’est marié le 25 juillet 2020 à Paris, avant de se séparer en 2022. Durant leur relation, elle tombe enceinte deux fois : la première grossesse est gémellaire et s'achève par une fausse couche et la deuxième grossesse s'achève par une IVG.

## Œuvre littéraire

### Romans, récits
- L'Éveil, éd. Stock, 2016, 252 p.  – prix de la vocation.
  - Rééd. Le Livre de poche.
- Toni, éd. Stock, 2018, 247 p.
  - Rééd. Le Livre de poche.
- Les Os des filles, éd. Stock, 2019, 126 p.
  - Rééd. Le Livre de poche.
- Le cœur en laisse, éd. Stock, 2021, 331 p.
  - Rééd. Le Livre de poche.
- Une vie possible, éd. Stock, 2022, 250 p.
  - Rééd. Le Livre de poche.
- Une vague, éd. Stock, 2025, 384 p.

### Fragments, poésie
- Après l'amour, éd. Stock, 2023, 304 p. (illustré par Inès Longevial)

## Distinctions
- 2016 – Prix de la Vocation pour L’Éveil
- 2016 – Prix des Lauriers Verts pour L’Éveil
- 2016 – Prix Transfuge du Premier roman pour L’Éveil
- 2019 – Prix des lecteurs du Livre de poche pour Les Os des filles
- 2019 – Sélection au Prix La Coupole pour Les Os des filles
- 2019 – Sélection au Prix des Lycéens d’Île‑de‑France pour Les Os des filles
- 2019 – Prix littéraire francophone des lycéens du Maroc pour Les Os des filles